# Аналіз Фур'є

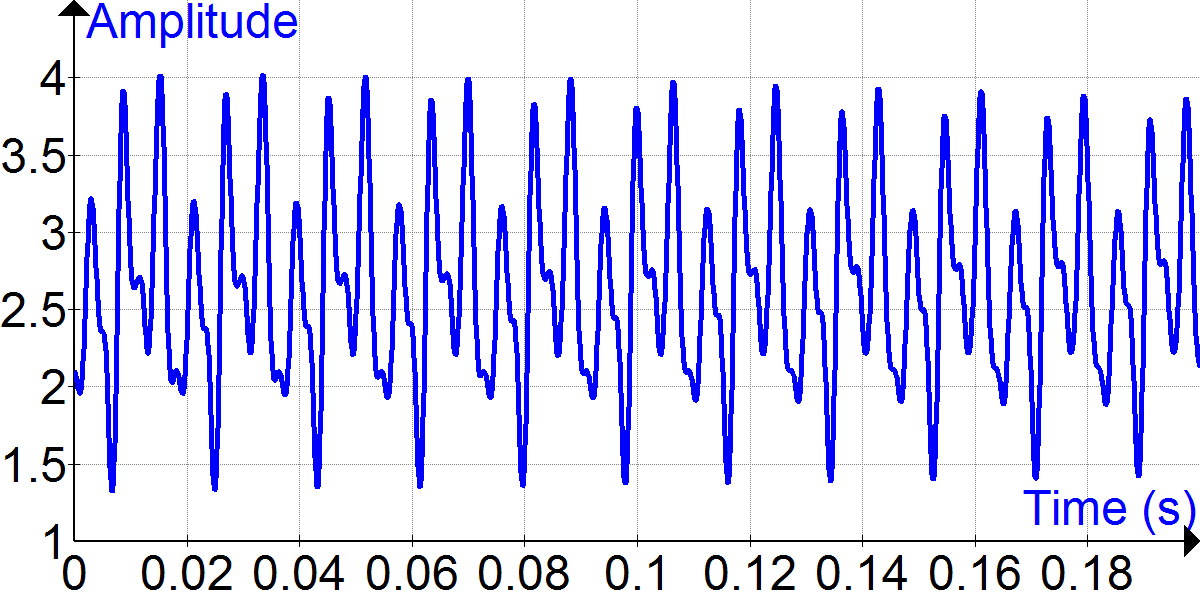
Сигнал струни бас гітари, що відіграє ноту A ("Ля" - 55 Гц).

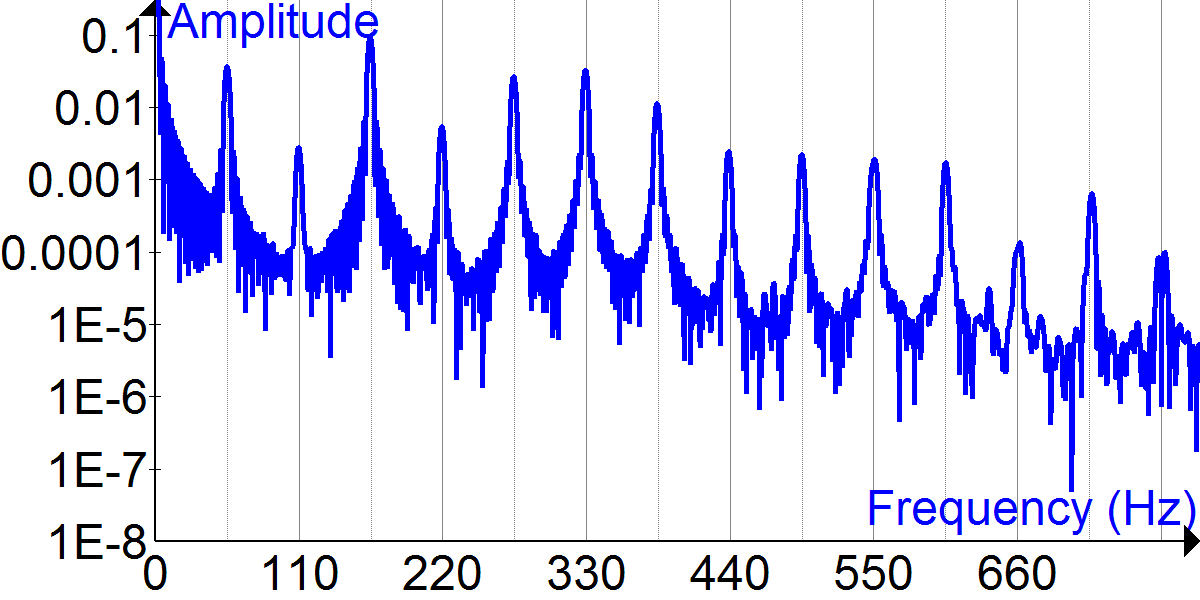
Розподіл Фур'є часового сигналу звуку бас гітари для відкритої струни A (55 Гц). Аналіз Фур'є дозволяє виявити коливальні компоненти сигналів і функцій.

В математиці, аналіз Фур'є це наука, що вивчає яким чином загальні математичні функції можуть бути представлені або апроксимовані через суму простіших тригонометричних функцій. Аналіз Фур'є виник із вивчення властивостей ряду Фур'є, і названий в честь Джозефа Фур'є, який показав, що представлення функції у вигляді суми тригонометричних функцій значно спрощує вивчення процесу теплообміну.
Сьогодні, предметом аналізу Фур'є є широкий спектр математичних задач. В науці і техніці, процес декомпозиції функції на коливальні компоненти часто називають аналізом Фур'є, хоча оперування і відновлення функцій із таких частин відомо як синтез Фур'є. Наприклад, при визначенні які саме компоненти частот присутні в музичній ноті, застосовують розрахунки перетворення Фур'є вибраної музичної ноти. Після чого можна знову синтезувати той самий звук використовуючи ті частотні компоненти, які виявив аналіз Фур'є. В математиці, термін аналіз Фур'є часто відноситься для вивчення обох цих операцій.
Процес декомпозиції сам по собі називається Перетворенням Фур'є. 

## Застосування
Аналіз Фур'є має багато застосувань в науці – в фізиці, диференційних рівняннях з частинними похідними, теорії чисел, комбінаториці, обробці сигналів, обробці цифрових зображень, теорії ймовірності, статистиці, експертизі, криптографії, чисельному аналізі, акустиці, океанографії, сонарах, оптиці, дифракції, геометрії, структурному аналізі білків, та інших областях.
Така широка застосованість зумовлена багатьма корисними властивостями перетворення:
- Перетворення є лінійними відображеннями і, при відповідній нормалізації, є так само унітарними (ця властивість відома як Теорема Парсеваля або, в більш загальному випадку, як Теорема Планхереля, і загалом завдяки поняттю двоїстості Понтрягіна) (Rudin, 1990).
- Перетворення як правило є оберненими.
- Показникові функції є власними функціями для диференціювання, це означає що таке представлення перетворює лінійні диференційні рівняння із сталими коіфіцієнти в звичайні алгебраїчні рівняння (Evans, 1998). Таким чином, можна аналізувати поведінку лінійних стаціонарних систем незалежно для кожної частоти.
- Завдяки теоремі про згортку[en], перетворення Фур'є перетворює складну операцію згортки у просте множення, що означає, що такі перетворення дозволяють робити розрахунки із операціями на основі згорток, такими як  множення многочленів і множення великих чисел, ефективнішим способом (Knuth, 1997).
- Дискретна версія перетворення Фур'є може швидко розраховуватися комп'ютерами із використанням алгоритмів швидкого перетворення Фур'є (FFT). (Conte та de Boor, 1980)

При експертизі, при використанні лабораторних інфрачервоних спектрофотометрів застосовують аналіз перетворення Фур'є для вимірювання довжини хвилі світла при якій матеріал буде поглинати інфрачервоний спектр. Метод перетворення Фур'є використовується для декодування виміряних сигналів і запису даних про довжину хвилі. А при використанні комп'ютера, такі обчислення використовуються швидко, тому такий комп'ютерно керований пристрій може видати спектр поглинання інфрачервоного випромінення за лічені секунди.
Перетворення Фур'є також використовують для компактного представлення сигналу. Наприклад, алгоритм стиснення JPEG використовує модифікацію перетворення Фур'є (дискретне косинусне перетворення) для невеликих квадратних фрагментів цифрового зображення. Компоненти Фур'є кожного квадрату округлюються до меншої арифметичної точності, а не значними компонентами нехтують, тому компоненти, що залишилися можна зберігати дуже компактно. При реконструкції зображення, кожен квадрат відновлюється із збережених наближених компонентів перетворення Фур'є, які потім зворотно перетворюються для наближеного відновлення початкового зображення.

## Варіанти аналізу Фур'є

### (Неперервне) Перетворення Фур'є
Найчастіше, не уточнений термін перетворення Фур'є застосовують до перетворення неперервних функцій дійсного аргументу, результатом якого є неперервна функція частоти, відома як розподілення частоти. Одна функція перетворюється на іншу, а сама операція є оберненою. Коли областю визначення вхідної (початкової) функції є час (t), а областю визначення вихідної (фінальної) функції є частотою, перетворення функції s(t) при частоті f задається наступним чином:
{\displaystyle S(f)=\int _{-\infty }^{\infty }s(t)\cdot e^{-2i\pi ft}\,dt.}
Розрахунок цієї величини при всіх значеннях f утворює функцію в частотній області. Тоді s(t) можна представити як рекомбінацію комплексних експонент для всіх можливих частот:
{\displaystyle s(t)=\int _{-\infty }^{\infty }S(f)\cdot e^{2i\pi ft}\,df,}
що є формулою для зворотного перетворення. Комплексне число, S( f ), містить в собі одночасно амплітуду і фазу частоти f.

### Ряд Фур'є
Перетворення Фур'є періодичної функції, sP(t), із періодом P, стає функцією що є гребінцем Дірака, модульованою послідовністю комплексних коефіцієнтів:
{\displaystyle S[k]={\frac {1}{P}}\int _{P}s_{P}(t)\cdot e^{-2i\pi {\frac {k}{P}}t}\,dt}
для всіх цілих значень k, і де ∫P є інтегралом здовж будь-якого інтервалу довжиною P.
Зворотне перетворення, відоме як ряд Фур'є, є представленням sP(t) в термінах суми потенційно нескінченного числа гармонійно пов'язаних синусоїд або комплексних експоненційних функцій, кожна з яких має амплітуду і фазу, що задана одним з коефіцієнтів:
{\displaystyle s_{P}(t)=\sum _{k=-\infty }^{\infty }S[k]\cdot e^{2i\pi {\frac {k}{P}}t}\quad {\stackrel {\displaystyle {\mathcal {F}}}{\Longleftrightarrow }}\quad \sum _{k=-\infty }^{+\infty }S[k]\,\delta \left(f-{\frac {k}{P}}\right).}
Коли sP(t), задається як періодична сума іншої функції, s(t):
{\displaystyle s_{P}(t)\,{\stackrel {\text{def}}{=}}\,\sum _{m=-\infty }^{\infty }s(t-mP),}
коефіцієнти є пропорційними елементам S( f ) для дискретних інтервалів 1/P:
{\displaystyle S[k]={\frac {1}{P}}\cdot S\left({\frac {k}{P}}\right).}
Достатньою умовою для відновлення s(t) (і таким чином S( f )) лише із цих елементів (тобто із ряду Фур'є) є те, що не нульовий відлік s(t) буде обмежений до відомого інтервалу довжиною P, із подвоєнням частотної області відповідно до теореми відліків Найквіста-Шеннона.

### Дискретне перетворення Фур'є
Так само як і ряд Фур'є, дискретне перетворення Фур'є є періодичним рядом sN[n] з періодом N, що є функцією Дірака, яка модулюється послідовністю комплексних коефіцієнтів:
{\displaystyle S[k]=\sum _{N}s_{N}[n]\cdot e^{-2i\pi {\frac {k}{N}}n},}
де ∑N — сума по всьому ряду n-их елементів із довжиною N.
Ряд S[k] і є тим, що є загальновідомим як дискре́тне перетво́рення Фур'є́ (ДПФ) для sN. Воно також має період N, тому зазвичай нема потреби обраховувати понад N коефіцієнтів. Обернене перетворення виглядає наступним чином:
{\displaystyle s_{N}[n]={\frac {1}{N}}\sum _{N}S[k]\cdot e^{2i\pi {\frac {n}{N}}k},}
де ∑N — сума по всьому ряду k-елементів довжиною N.
Коли sN[n] задається у вигляді періодичної суми іншої функції,
{\displaystyle s_{N}[n]\,{\stackrel {\text{def}}{=}}\,\sum _{m=-\infty }^{\infty }s[n-mN],}   а   {\displaystyle s[n]\,{\stackrel {\text{def}}{=}}\,s(nT),}
коефіцієнти є пропорційними значенням S1/T( f ) для дискретних інтервалів 1/P = 1/NT:
{\displaystyle S[k]={\frac {1}{T}}\cdot S_{\frac {1}{T}}\left({\frac {k}{P}}\right).}
Дискретне перетворення Фур'є можливо розраховувати за допомогою алгоритму швидкого перетворення Фур'є (FFT), що робить можливим виконання його за допомогою комп'ютера.

## Історія
Прості форми гармонійних рядів існували ще в стародавні часи вавилонських математиків, які вони використовували для розрахунку ефемерид (таблиця положення астрономічних тіл).
Класична давньогрецька теорія астрономії про диферент та епіцикл з Геоцентричної системи Птолемея була певною мірою схожа в розрахунках із рядами Фур'є.
В сучасні часи, різновид дискретного перетворення Фур'є використовували Алексі Клеро 1754 року для розрахунку орбіт,
і Жозеф Лагранж 1759 року при розрахунку тригонометричних рядів при коливанні струни. Детальніше, в роботі Клеро використовувалися лише косинусні ряди (різновид дискретного косинусного перетворення), а Лагранж використовував в роботі лише синусні ряди (різновид дискретного синусного перетворення); справжнє дискретне перетворення, що мало і синус і косинус, використовував у своїй роботі Гаусс 1805 року для задачі тригонометричної інтерполяції орбіт астероїдів.
Ейлер і Лагранж виконували дискретизування для задачі струни, що коливається, використовуючи для того вибірки.
Перші сучасні дослідження в бік аналізу Фур'є було описано в статті 1770 року Réflexions sur la résolution algébrique des équations, автором якої був Лагранж, і який використав у своєму методі резольвент Лагранжа комплексне розкладання Фур'є для вивчення розв'язку кубічних рівнянь:
Лагранж перетворив корені x1, x2, x3 на резольвенти:
{\displaystyle {\begin{aligned}r_{1}&=x_{1}+x_{2}+x_{3}\\r_{2}&=x_{1}+\zeta x_{2}+\zeta ^{2}x_{3}\\r_{3}&=x_{1}+\zeta ^{2}x_{2}+\zeta x_{3}\end{aligned}}}
де ζ це кубічний корінь з одиниці, що є дискретним перетворенням Фур'є третього порядку.
Ряд авторів, серед яких відомими є Жан Лерон д'Аламбер, і Карл Фрідріх Гаусс, використовували тригонометричні ряди для вивчення рівняння теплопровідності, але проривом у розвитку цієї задачі була стаття Mémoire sur la propagation de la chaleur dans les corps solides Жозефа Фур'є 1807 року, який запропонував важливу ідею змоделювати усі функції за допомогою тригонометричних рядів, і представив ряди Фур'є.

## Виноски
1. ↑  
{\displaystyle \int _{P}\left(\sum _{m=-\infty }^{\infty }s(t-mP)\right)\cdot e^{-2i\pi {\frac {k}{P}}t}\,dt=\underbrace {\int _{-\infty }^{\infty }s(t)\cdot e^{-2i\pi {\frac {k}{P}}t}\,dt} _{{\stackrel {\mathrm {def} }{=}}\,S\left({\frac {k}{P}}\right)}}
2. ↑  
{\displaystyle \sum _{N}\left(\sum _{m=-\infty }^{\infty }s([n-mN]T)\right)\cdot e^{-2i\pi {\frac {k}{N}}n}=\underbrace {\sum _{n=-\infty }^{\infty }s(nT)\cdot e^{-2i\pi {\frac {k}{N}}n}} _{{\stackrel {\mathrm {def} }{=}}\,{\frac {1}{T}}S_{\frac {1}{T}}\left({\frac {k}{NT}}\right)}}